# FC Bremerhaven
Maillots
Le FC Bremerhaven est un club allemand de football localisé à Bremerhaven.

## Histoire
Le club fut fondé le 18 juin 1899 en tant que FC Bremerhaven. Le 15 avril 1900, le cercle  fut un des fondateurs de la Fußballverband an der Unterweser, une fédération locale. Peu après, le 4 mai 1900, le cercle fusionna rapidement avec le VfB 1899 Lehe pour former le FC Bremerhaven-Lehe. L'équipe remporta tous les championnats locaux organisés jusqu'en 1906.
En 1905, le club fut un des fondateurs de la Norddeutscher Fussball-Verband (NFV), la fédération régionale d’Allemagne du Nord.
En 1917, le  FC fusionna avec ke SC Sparta Bremerhaven pour créer le Bremerhaven-Lehe SC Sparta jusqu’en 1919. Ensuite, le  VfB Lehe quitta la fusion et reprit une destinée individuelle.
Jusqu’à la Seconde Guerre mondiale, le club évolua assez anonymement dans les ligues régionales.
En 1943, le club qui avait résisté jusqu’alors fut dissous à la suite des persécutions contre les personnes de confession juive.
En 1945, le club fut dissous par les Alliés, comme tous les clubs et associations allemands (voir Directive n°23). Le cercle fut reconstitué rapidement à la fin de cette même l’année, sous l’appellation SG Lehe-Nord.
En 1947, le SG Lehe-Nord fut renommé ATS Bremerhaven (à ne pas confondre avec l’ATSV Bremen 1860). Lors de la saison 1947-1948, le club participa à l’Amateurliga Bremen et se classa 4e sur 13.
L’Amateurliga Bremen resta une ligue de niveau 3 jusqu’en 1963 et la création de la Bundesliga et de l’instauration des Regionalligen au niveau 2. Elle passa alors au niveau 3. 
En 1949, le SC Sparta Bremerhaven fut rétabli en tant que cercle indépendant hors de l’ATS. En août 1951, 29 anciens membres du VfB Lehe se prononcèrent pour sa reconstitution. Cela fut chose faite le 8 décembre 1953.
L’ATS Bremerhaven resta en Amateurliga Bremen jusqu’en 1956, année où il en fut relégué. Elle y remonta en 1971. Le club avait entre-temps reprit le nom de Sparta Bremerhaven. Deux ans plus tard, le cercle fut relégué. Il remonta de nouveau au bout d’un an. La lige avait désormais pris le nom de Verbandsliga Bremen et se situait au 4e niveau, à la suite de la création de la 2. Bundesliga et de l’instauration de l’Oberliga Nord. Le club évolua en Verbandsliga Bremen jusqu’en 1994.
En 1992, l’ATS Bremerhaven reprit son appellation originale de FC Bremerhaven.
Après une troisième place en 1992, le club conquit le titre la saison suivante, mais il échoua à obtenir une promotion lors du tour final. Au terme de la saison 1993-1994, le FC Bremerhaven fut à nouveau sacré champion. À l’issue du tour final il put monter dans vers une ligue nouvellement créée au niveau 3, la Regionalliga Nord.
Le Clyub ne put s’y maintenir et redescendit vers l’Oberliga Bremen/Niedersachsen une ligue de niveau 4, créée l’année précédente par la scission de l’Oberliga Nord précédente.
En 1999, le FC Bremerhaven fut vice-champion derrière le 1. SC Göttingen 05 et remonta au niveau 3. 17e sur 18, le club fut relégué. En 2001, il connut un 2e relégation consécutive qui le renvoya au niveau 5, la Verbandsliga Bremen. Grâce au titre conquis la saison suivante, le cercle revint au 4e niveau.
Mais en 2003, à la suite d'une dernière place (et plus de 100 buts concédés), le FC Bremerhaven chuta à nouveau.
En 2008, le club remporta le titre de la Bremen-Liga, nouveau nom de la Verbandsliga Bremen (niveau 5). Mais ne recevant pas sa licence pour la Regionalliga Nord, il ne put monter.

## Palmarès
- Champion de la FadU: 1901, 1902, 1903, 1905, 1906.
- Vice-champion de l’Oberliga Bremen/Niedersachsen : 1999.
- Champion de la Verbandsliga Bremen: 1993, 1994, 2002, 2008.